# Christina Sophia von Ostfriesland

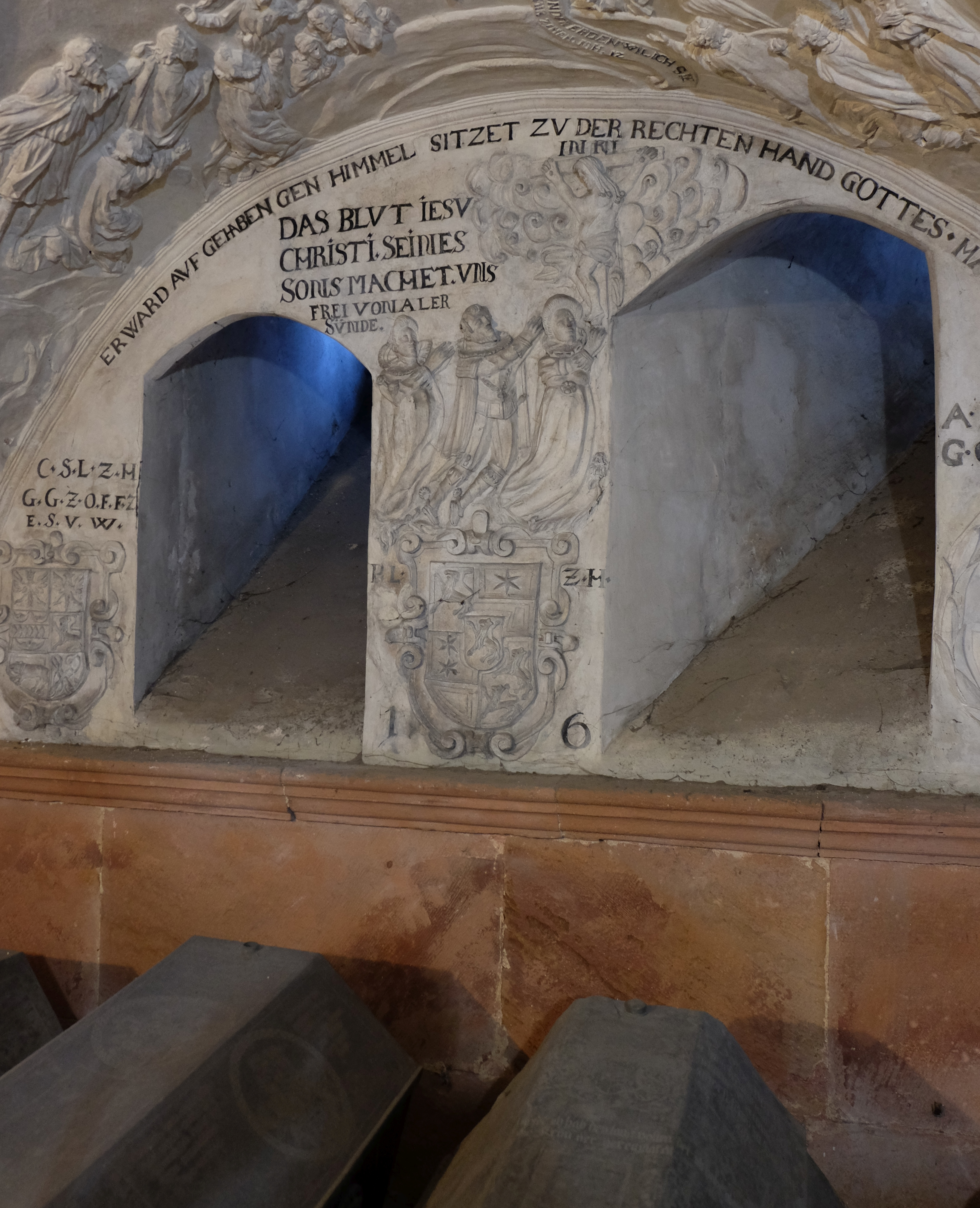
Grablege Philipps und seiner beiden Ehefrauen Anna Margaretha von Diepholz und Christina Sophia von Ostfriesland in der Markuskirche in Butzbach

Christina Sophia von Ostfriesland oder Christina Sophia Cirksena (* 26. September 1609 in Aurich; † 20. März 1658 in Frankfurt am Main) war eine ostfriesische Prinzessin. Ab 1632 war sie die zweite Ehefrau von Fürst Philipp III., dem Landgrafen von Hessen-Butzbach.

## Leben
Christina Sophia war das jüngste von fünf Kindern des Grafen Enno III. von Ostfriesland (1563–1625) und seiner zweiten Frau Anna von Schleswig-Holstein-Gottorf (1575–1610). Am 2. Juni 1632 heiratete sie Landgraf Philipp von Hessen-Butzbach (* 26. Dezember 1581; † 28. April 1643) und wurde dessen zweite Ehefrau. Am 30. Juni 1632 zog das Paar in Butzbach ein. Die Ehe blieb kinderlos und die Landgrafschaft Butzbach wurde nach Philipps Tod aufgelöst. Das Butzbacher Schloss blieb bis zu ihrem Tod 1658 Witwensitz von Christina Sophia. Sie wurde an der Seite ihres Mannes in der Fürstengruft der Markuskirche in Butzbach bestattet.